# 양함선생 충신정려
양함선생 충신정려는 대한민국 충청남도 논산시 상월면 신충리에 있는 문화재이다. 2006년 7월 13일 논산시의 향토문화유산 제34호로 지정되었다.

## 개요
양함(梁諴)은 1588년(명종 13) 무과에 급제하고, 함창현감으로 재직 중 임진왜란이 일어나자 신립(申砬)과 함께 충주 탄금대 전투에서 전사하였다.
양함의 공훈(功勳)의 표시가 없자 사림들의 노력으로 고종 23년(1886)에 가선대부 동지중추부사 자헌대부 병조판서(嘉善大夫 同知中樞府些 資憲大夫 兵曹判書)에 추증하고 정려를 내려 충의문(忠義門)을 건립하였다.

## 같이 보기
- 충주 탄금대 전투